# 7e étape du Tour d'Italie 2019
Pour un article plus général, voir Tour d'Italie 2019.
La 7e étape du Tour d'Italie 2019 se déroule le vendredi 17 mai 2019, entre Vasto et L'Aquila, sur une distance de 180 km.

## Parcours
La septième étape comporte une principale difficulté, le Svolte di Popoli, située à quarante kilomètres de l'arrivée. Les deux dernières petites côtes à 5 km du finish peuvent être décisives pour la victoire à L'Aquila.

## Déroulement de la course
Le départ de l'étape est donnée à 12 h 36 avec 167 coureurs. Comme la veille, la bataille fait rage pour prendre l'échappée et il faut 12 km pour que 19 coureurs sortent. Mais ils sont rapidement repris et une autre échappée ressort aussitôt mais elle est aussi reprise. Lors du premier sprint intermédiaire, le meilleur sprinteur du Giro, Pascal Ackermann passe en tête et profite de ce qu'aucun coureur n'est sorti. Les coureurs ont avalé 49,8 km dans la première heure de course, la bataille continue à faire rage. Fernando Gaviria, vainqueur d'une étape, abandonne la course. Après 60 km, une échappée commence à prendre de l'avance sur le peloton, composée de José Joaquín Rojas, Valentin Madouas, Tony Gallopin, Peio Bilbao, Ion Izagirre, Mikel Nieve et une dizaine d'autres coureurs. Les UAE Emirates et la Bahrain-Merida travaillent pour revenir. Rojas remporte les bonifications du sprint avant que les coureurs ne se fassent reprendre par le peloton avant que treize autres coureurs ne se dégagent dans l'ascension de Chieti avec Tony Gallopin, Thomas De Gendt, Sergio Henao et Bilbao. À 70 km de l'arrivée, les hommes de Valerio Conti maintiennent l'écart autour de 1 minute 40.
Dans la montée de Le Svolte di Popoli, l'écart remonte et plusieurs coureurs se font lâcher à l'avant comme Thomas De Gendt. À l'arrière, les sprinteurs ne tiennent pas le rythme. Au sommet, Antonio Pedrero passe en tête. Le peloton accélère le rythme dans la descente et l'écart redescend à 1 minute à 10 km de l'arrivée. Les échappés attaquent les premières rampes et Lucas Hamilton multiplie les accélérations avec Davide Formolo dans sa roue. Rojas est distancé. Hugh Carthy passe à l'attaque au sein du peloton alors qu'à l'avant, à 5 km de l'arrivée, il y a toujours 5 coureurs pour la victoire. Rojas revient sur les cinq hommes de tête puis les contre et est repris à 1,5 km. Peio Bilbao attaque et résiste au retour de Formolo et remporte la victoire devant Tony Gallopin qui a doublé l'Italien. Au classement général, l'Italien Valerio Conti conserve son maillot rose.

## Résultats

### Classement de l'étape
| \| Classement de l'étape \| Classement de l'étape \| Classement de l'étape \| Classement de l'étape \| Classement de l'étape \| \| Coureur \| Coureur \| Pays \| Équipe \| Temps \| \| --------------------- \| --------------------- \| --------------------- \| --------------------------- \| --------------------- \| \| 1er \| Pello Bilbao \| Espagne \| Astana \| 4 h 06 min 27 s \| \| 2e \| Tony Gallopin \| France \| AG2R La Mondiale \| + 5 s \| \| 3e \| Davide Formolo \| Italie \| Bora-Hansgrohe \| + 5 s \| \| 4e \| Lucas Hamilton \| Australie \| Mitchelton-Scott \| + 9 s \| \| 5e \| Mattia Cattaneo \| Italie \| Androni Giocattoli-Sidermec \| + 9 s \| \| 6e \| José Joaquín Rojas \| Espagne \| Movistar Team \| + 30 s \| \| 7e \| Sebastián Henao \| Colombie \| Team Ineos \| + 48 s \| \| 8e \| Antonio Pedrero \| Espagne \| Movistar Team \| + 1 min 01 s \| \| 9e \| Valentin Madouas \| France \| Groupama-FDJ \| + 1 min 07 s \| \| 10e \| Andrea Vendrame \| Italie \| Androni Giocattoli-Sidermec \| + 1 min 07 s \| |                    |           |                             |                 |
| |                    |           |                             |                 |
| Source : ProCyclingStats |                    |           |                             |                 |
| Classement de l'étape |                    |           |                             |                 |
| Coureur | Coureur            | Pays      | Équipe                      | Temps           |
| 1er | Pello Bilbao       | Espagne   | Astana                      | 4 h 06 min 27 s |
| 2e | Tony Gallopin      | France    | AG2R La Mondiale            | + 5 s           |
| 3e | Davide Formolo     | Italie    | Bora-Hansgrohe              | + 5 s           |
| 4e | Lucas Hamilton     | Australie | Mitchelton-Scott            | + 9 s           |
| 5e | Mattia Cattaneo    | Italie    | Androni Giocattoli-Sidermec | + 9 s           |
| 6e | José Joaquín Rojas | Espagne   | Movistar Team               | + 30 s          |
| 7e | Sebastián Henao    | Colombie  | Team Ineos                  | + 48 s          |
| 8e | Antonio Pedrero    | Espagne   | Movistar Team               | + 1 min 01 s    |
| 9e | Valentin Madouas   | France    | Groupama-FDJ                | + 1 min 07 s    |
| 10e | Andrea Vendrame    | Italie    | Androni Giocattoli-Sidermec | + 1 min 07 s    |

## Classements à l'issue de l'étape

### Classement général
| \| Classement général \| Classement général \| Classement général \| Classement général \| Classement général \| \| Coureur \| Coureur \| Pays \| Équipe \| Temps \| \| ------------------ \| ------------------ \| ------------------ \| --------------------------- \| ------------------ \| \| 1er \| Valerio Conti \| Italie \| UAE Team Emirates \| 29 h 29 min 34 s \| \| 2e \| José Joaquín Rojas \| Espagne \| Movistar Team \| + 1 min 32 s \| \| 3e \| Giovanni Carboni \| Italie \| Bardiani CSF \| + 1 min 41 s \| \| 4e \| Nans Peters \| France \| AG2R La Mondiale \| + 2 min 09 s \| \| 5e \| Valentin Madouas \| France \| Groupama-FDJ \| + 2 min 17 s \| \| 6e \| Amaro Antunes \| Portugal \| CCC Team \| + 2 min 45 s \| \| 7e \| Fausto Masnada \| Italie \| Androni Giocattoli-Sidermec \| + 3 min 14 s \| \| 8e \| Pieter Serry \| Belgique \| Deceuninck-Quick Step \| + 3 min 25 s \| \| 9e \| Andrey Amador \| Costa Rica \| Movistar Team \| + 3 min 27 s \| \| 10e \| Sam Oomen \| Pays-Bas \| Team Sunweb \| + 4 min 57 s \| |                    |            |                             |                  |
| |                    |            |                             |                  |
| Source : ProCyclingStats |                    |            |                             |                  |
| Classement général |                    |            |                             |                  |
| Coureur | Coureur            | Pays       | Équipe                      | Temps            |
| 1er | Valerio Conti      | Italie     | UAE Team Emirates           | 29 h 29 min 34 s |
| 2e | José Joaquín Rojas | Espagne    | Movistar Team               | + 1 min 32 s     |
| 3e | Giovanni Carboni   | Italie     | Bardiani CSF                | + 1 min 41 s     |
| 4e | Nans Peters        | France     | AG2R La Mondiale            | + 2 min 09 s     |
| 5e | Valentin Madouas   | France     | Groupama-FDJ                | + 2 min 17 s     |
| 6e | Amaro Antunes      | Portugal   | CCC Team                    | + 2 min 45 s     |
| 7e | Fausto Masnada     | Italie     | Androni Giocattoli-Sidermec | + 3 min 14 s     |
| 8e | Pieter Serry       | Belgique   | Deceuninck-Quick Step       | + 3 min 25 s     |
| 9e | Andrey Amador      | Costa Rica | Movistar Team               | + 3 min 27 s     |
| 10e | Sam Oomen          | Pays-Bas   | Team Sunweb                 | + 4 min 57 s     |

| Classement par points | Classement par points | Classement par points | Classement par points       | Classement par points |
| Coureur               | Coureur               | Pays                  | Équipe                      | Points                |
| --------------------- | --------------------- | --------------------- | --------------------------- | --------------------- |
| 1er                   | Pascal Ackermann      | Allemagne             | Bora-Hansgrohe              | 133 pts               |
| 2e                    | Arnaud Démare         | France                | Groupama-FDJ                | 87 pts                |
| 3e                    | Caleb Ewan            | Australie             | Lotto-Soudal                | 66 pts                |
| 4e                    | Richard Carapaz       | Équateur              | Movistar Team               | 50 pts                |
| 5e                    | José Joaquín Rojas    | Espagne               | Movistar Team               | 32 pts                |
| 6e                    | Matteo Moschetti      | Italie                | Trek-Segafredo              | 32 pts                |
| 7e                    | Valerio Conti         | Italie                | UAE Team Emirates           | 29 pts                |
| 8e                    | Primož Roglič         | Slovénie              | Team Jumbo-Visma            | 27 pts                |
| 9e                    | Fausto Masnada        | Italie                | Androni Giocattoli-Sidermec | 25 pts                |
| 10e                   | Pello Bilbao          | Espagne               | Astana                      | 25 pts                |

| Classement par points | Classement par points | Classement par points | Classement par points       | Classement par points |
| Coureur               | Coureur               | Pays                  | Équipe                      | Points                |
| --------------------- | --------------------- | --------------------- | --------------------------- | --------------------- |
| 1er                   | Pascal Ackermann      | Allemagne             | Bora-Hansgrohe              | 133 pts               |
| 2e                    | Arnaud Démare         | France                | Groupama-FDJ                | 87 pts                |
| 3e                    | Caleb Ewan            | Australie             | Lotto-Soudal                | 66 pts                |
| 4e                    | Richard Carapaz       | Équateur              | Movistar Team               | 50 pts                |
| 5e                    | José Joaquín Rojas    | Espagne               | Movistar Team               | 32 pts                |
| 6e                    | Matteo Moschetti      | Italie                | Trek-Segafredo              | 32 pts                |
| 7e                    | Valerio Conti         | Italie                | UAE Team Emirates           | 29 pts                |
| 8e                    | Primož Roglič         | Slovénie              | Team Jumbo-Visma            | 27 pts                |
| 9e                    | Fausto Masnada        | Italie                | Androni Giocattoli-Sidermec | 25 pts                |
| 10e                   | Pello Bilbao          | Espagne               | Astana                      | 25 pts                |

| Classement de la montagne | Classement de la montagne | Classement de la montagne | Classement de la montagne   | Classement de la montagne |
| Coureur                   | Coureur                   | Pays                      | Équipe                      | Points                    |
| ------------------------- | ------------------------- | ------------------------- | --------------------------- | ------------------------- |
| 1er                       | Giulio Ciccone            | Italie                    | Trek-Segafredo              | 24 pts                    |
| 2e                        | Fausto Masnada            | Italie                    | Androni Giocattoli-Sidermec | 18 pts                    |
| 3e                        | Antonio Pedrero           | Espagne                   | Movistar Team               | 18 pts                    |
| 4e                        | Valerio Conti             | Italie                    | UAE Team Emirates           | 8 pts                     |
| 5e                        | Andrey Zeits              | Kazakhstan                | Astana                      | 8 pts                     |
| 6e                        | Giovanni Carboni          | Italie                    | Bardiani CSF                | 6 pts                     |
| 7e                        | Lucas Hamilton            | Australie                 | Mitchelton-Scott            | 6 pts                     |
| 8e                        | François Bidard           | France                    | AG2R La Mondiale            | 6 pts                     |
| 9e                        | Marco Frapporti           | Italie                    | Androni Giocattoli-Sidermec | 4 pts                     |
| 10e                       | José Joaquín Rojas        | Espagne                   | Movistar Team               | 4 pts                     |

| Classement de la montagne | Classement de la montagne | Classement de la montagne | Classement de la montagne   | Classement de la montagne |
| Coureur                   | Coureur                   | Pays                      | Équipe                      | Points                    |
| ------------------------- | ------------------------- | ------------------------- | --------------------------- | ------------------------- |
| 1er                       | Giulio Ciccone            | Italie                    | Trek-Segafredo              | 24 pts                    |
| 2e                        | Fausto Masnada            | Italie                    | Androni Giocattoli-Sidermec | 18 pts                    |
| 3e                        | Antonio Pedrero           | Espagne                   | Movistar Team               | 18 pts                    |
| 4e                        | Valerio Conti             | Italie                    | UAE Team Emirates           | 8 pts                     |
| 5e                        | Andrey Zeits              | Kazakhstan                | Astana                      | 8 pts                     |
| 6e                        | Giovanni Carboni          | Italie                    | Bardiani CSF                | 6 pts                     |
| 7e                        | Lucas Hamilton            | Australie                 | Mitchelton-Scott            | 6 pts                     |
| 8e                        | François Bidard           | France                    | AG2R La Mondiale            | 6 pts                     |
| 9e                        | Marco Frapporti           | Italie                    | Androni Giocattoli-Sidermec | 4 pts                     |
| 10e                       | José Joaquín Rojas        | Espagne                   | Movistar Team               | 4 pts                     |

| Classement du meilleur jeune | Classement du meilleur jeune | Classement du meilleur jeune | Classement du meilleur jeune | Classement du meilleur jeune |
| Coureur                      | Coureur                      | Pays                         | Équipe                       | Temps                        |
| ---------------------------- | ---------------------------- | ---------------------------- | ---------------------------- | ---------------------------- |
| 1er                          | Giovanni Carboni             | Italie                       | Bardiani CSF                 | 29 h 31 min 15 s             |
| 2e                           | Nans Peters                  | France                       | AG2R La Mondiale             | + 28 s                       |
| 3e                           | Valentin Madouas             | France                       | Groupama-FDJ                 | + 36 s                       |
| 4e                           | Sam Oomen                    | Pays-Bas                     | Team Sunweb                  | + 3 min 16 s                 |
| 5e                           | Miguel Ángel López           | Colombie                     | Astana                       | + 4 min 27 s                 |
| 6e                           | Hugh Carthy                  | Royaume-Uni                  | EF Education First           | + 4 min 59 s                 |
| 7e                           | Pavel Sivakov                | Russie                       | Team Ineos                   | + 5 min 07 s                 |
| 8e                           | Tao Geoghegan Hart           | Royaume-Uni                  | Team Ineos                   | + 6 min 02 s                 |
| 9e                           | Ben O'Connor                 | Australie                    | Dimension Data               | + 6 min 42 s                 |
| 10e                          | Lucas Hamilton               | Australie                    | Mitchelton-Scott             | + 7 min 24 s                 |

| Classement du meilleur jeune | Classement du meilleur jeune | Classement du meilleur jeune | Classement du meilleur jeune | Classement du meilleur jeune |
| Coureur                      | Coureur                      | Pays                         | Équipe                       | Temps                        |
| ---------------------------- | ---------------------------- | ---------------------------- | ---------------------------- | ---------------------------- |
| 1er                          | Giovanni Carboni             | Italie                       | Bardiani CSF                 | 29 h 31 min 15 s             |
| 2e                           | Nans Peters                  | France                       | AG2R La Mondiale             | + 28 s                       |
| 3e                           | Valentin Madouas             | France                       | Groupama-FDJ                 | + 36 s                       |
| 4e                           | Sam Oomen                    | Pays-Bas                     | Team Sunweb                  | + 3 min 16 s                 |
| 5e                           | Miguel Ángel López           | Colombie                     | Astana                       | + 4 min 27 s                 |
| 6e                           | Hugh Carthy                  | Royaume-Uni                  | EF Education First           | + 4 min 59 s                 |
| 7e                           | Pavel Sivakov                | Russie                       | Team Ineos                   | + 5 min 07 s                 |
| 8e                           | Tao Geoghegan Hart           | Royaume-Uni                  | Team Ineos                   | + 6 min 02 s                 |
| 9e                           | Ben O'Connor                 | Australie                    | Dimension Data               | + 6 min 42 s                 |
| 10e                          | Lucas Hamilton               | Australie                    | Mitchelton-Scott             | + 7 min 24 s                 |

| Classement par équipes | Classement par équipes      | Classement par équipes | Classement par équipes |
| Équipe                 | Équipe                      | Pays                   | Temps                  |
| ---------------------- | --------------------------- | ---------------------- | ---------------------- |
| 1re                    | Movistar Team               | Espagne                | 88 h 36 min 54 s       |
| 2e                     | Deceuninck-Quick Step       | Belgique               | + 5 min 55 s           |
| 3e                     | Androni Giocattoli-Sidermec | Italie                 | + 6 min 29 s           |
| 4e                     | AG2R La Mondiale            | France                 | + 6 min 43 s           |
| 5e                     | Mitchelton-Scott            | Australie              | + 10 min 25 s          |
| 6e                     | Astana                      | Kazakhstan             | + 10 min 34 s          |
| 7e                     | UAE Team Emirates           | Émirats arabes unis    | + 11 min 43 s          |
| 8e                     | Bora-hansgrohe              | Allemagne              | + 12 min 27 s          |
| 9e                     | EF Education First          | États-Unis             | + 13 min 03 s          |
| 10e                    | CCC Team                    | Pologne                | + 15 min 31 s          |

| Classement par équipes | Classement par équipes      | Classement par équipes | Classement par équipes |
| Équipe                 | Équipe                      | Pays                   | Temps                  |
| ---------------------- | --------------------------- | ---------------------- | ---------------------- |
| 1re                    | Movistar Team               | Espagne                | 88 h 36 min 54 s       |
| 2e                     | Deceuninck-Quick Step       | Belgique               | + 5 min 55 s           |
| 3e                     | Androni Giocattoli-Sidermec | Italie                 | + 6 min 29 s           |
| 4e                     | AG2R La Mondiale            | France                 | + 6 min 43 s           |
| 5e                     | Mitchelton-Scott            | Australie              | + 10 min 25 s          |
| 6e                     | Astana                      | Kazakhstan             | + 10 min 34 s          |
| 7e                     | UAE Team Emirates           | Émirats arabes unis    | + 11 min 43 s          |
| 8e                     | Bora-hansgrohe              | Allemagne              | + 12 min 27 s          |
| 9e                     | EF Education First          | États-Unis             | + 13 min 03 s          |
| 10e                    | CCC Team                    | Pologne                | + 15 min 31 s          |

## Abandons
- Laurens De Plus (Jumbo-Visma) : abandon
- Fernando Gaviria (UAE-Emirates) : abandon
- Sacha Modolo (EF Education First Pro Cycling) : abandon